# ویلیام ویور
ویلیام ویور (انگلیسی: William Weaver; ۲۴ ژوئیهٔ ۱۹۲۳ – ۱۲ نوامبر ۲۰۱۳) مترجم اهل ایالات متحده آمریکا بود. وی همچنین برندهٔ جوایزی همچون جایزه کتاب ملی و کمک‌هزینه گوگنهایم شده‌است. ویور مترجم کتاب آنک نام گل اثر امبرتو اکو است.